# Banvit
Banvit é uma empresa turca de alimentos, foi fundada em 1968.
Ela atua na produção de ração animal, reprodução de ovos, criação de galinhas, perus, alimentos prontos como almôndegas, hambúrgueres e salsichas, processamento de frangos e outros tipos de carne.
Sua sede se encontra na cidade de Bandırma na provincia de Balequessir na Turquia.
Sua área de atuação se concentra na Turquia, Romênia e Emirados Árabes Unidos,porém exporta seus produtos para Azerbaijão, China, Chipre, Geórgia, Hong Kong, Kosovo, Macedônia, Togo entre outros.

## Venda para a BRF
Em janeiro de 2017, a multinacional brasileira BRF adquiriu a Banvit por 1,5 bilhão de reais ou 470 milhões de dólares em valores da época, também foi firmado um acordo de parceria estratégica entre a BRF e o Qatar Investment Authority (QIA), o fundo soberano do Catar, para a criação de uma nova empresa chamada de TBQ Foods GmbH. com sede na Áustria, essa nova companhia será responsável pela aquisição das ações da Banvit. O acordo também define aspectos relacionados à governança tanto da nova companhia quanto da própria Banvit. Nessa nova sociedade, a BRF deterá 60% da participação acionária, enquanto os 40% restantes ficarão sob controle do QIA.A aquisição da Banvit foi concluída em maio de 2017.